# Nikolaj Mozetič
Nikolaj Mozetič, slovenski arheolog, * 25. november 1930, Ljubljana.

## Življenje in delo
Osnovno šolo je obiskoval v rojstnem kraju, kjer je začel hoditi tudi v gimnazijo, večino razredov pa je opravil v Beogradu, kjer je leta 1950 tudi maturiral. Na Univerzi v Ljubljani je študiral arheologijo in 1955 diplomiral iz prazgodovinske arheologije. Še isto leto se je kot kustos za arheologijo zaposlil v Muzeju za Tolminsko (od 1958 Goriški muzej-Tolminska muzejska zbirka, od aprila 2000 pa ponovno Tolminski muzej). Muzejski delavec je ostal do leta 1959, nato je do 1963 poučeval na učiteljišču v Tolminu, po letu 1963 pa na gimnaziji v Idriji.
Mozetič je bil prvi na severnem Primorskem zaposleni arheolog, izšolan v slovenski arheološki šoli, svojo arheološko pot pa je začel na Tolminskem, slovečem po prazgodovinskih arheoloških najdiščih (Most na Soči, Kobarid, Idrija pri Bači), ki je s tisočerimi najdbami obogatilo muzeje na Dunaju in Trstu. Arheološko delo v novonastalem tolminskem muzeju, ustanovljenem leta 1951, je moral zastaviti povsem na novo. Raziskave je usmeril na Most na Soči, da bi nadaljeval bogato raziskovalno tradicijo v tem evropsko pomembnem železnodobnem središču. Tu je na nekropoli izkopaval v letih 1957 in 1958 in odkril 14 grobov. Sondiral je tudi na prazgodovinskem grobišču nad Dvorom v Bovcu (1957) in na staroslovanskem grobišču v okolici pokopališke cerkve sv. Urha v Tolminu (1956). V Tolminskem zborniku
je leta 1956 objavil Kratek pregled arheoloških najdb gornjega Posočja.